# Chen Lanbin
Chen Lanbin (chino: 陈兰彬; pinyin: Chén Lánbīn; 1816-1895), nombre de cortesía Li Qiu (chino: 荔秋), fue el primer embajador chino en Estados Unidos y España durante la dinastía Qing.
Nacido en la ciudad de Wuchuan, Guangdong, aprobó el examen imperial chino en 1853 a la edad de 24 años e ingresó en la Academia Hanlin. Pronto se convirtió en el jefe de dos departamentos del gobierno Qing, y en 1872 fue enviado a Estados Unidos y nombrado comisario de la Comisión Educativa China en Hartford, Connecticut, a pesar de no saber inglés. Ocupó otros numerosos cargos hasta 1875, cuando empezó a actuar como representante del gobierno en Estados Unidos. Fue nombrado oficialmente embajador chino en Estados Unidos, España y Perú en 1878, cargo que ocupó hasta 1881. Conservador, Chen estuvo a menudo en desacuerdo con Yung Wing, de orientación progresista, primer estudiante chino graduado en una universidad estadounidense y colega suyo.
En 2015, Chen apareció en un artículo del China Daily, que recordaba sus esfuerzos por promover las relaciones sino-estadounidenses.